# Colonia Héroes de la Patria
Colonia Héroes de la Patria är en ort i Mexiko.   Den ligger i kommunen Mexicali och delstaten Baja California, i den nordvästra delen av landet, 2 100 km nordväst om huvudstaden Mexico City. Colonia Héroes de la Patria ligger 12 meter över havet och antalet invånare är 180.
Terrängen runt Colonia Héroes de la Patria är mycket platt. Runt Colonia Héroes de la Patria är det glesbefolkat, med 19 invånare per kvadratkilometer. Närmaste större samhälle är Guadalupe Victoria, 14,4 km nordväst om Colonia Héroes de la Patria. Trakten runt Colonia Héroes de la Patria består till största delen av jordbruksmark.